# 大戦隊ゴーグルファイブ
『大戦隊ゴーグルファイブ』（だいせんたいゴーグルファイブ）は、1982年2月6日から1983年1月29日まで、テレビ朝日系列で毎週土曜18:00 - 18:30（JST）に全50話が放送された、東映制作の特撮テレビドラマ、および作中で主人公たちが変身するヒーローチームの名称。「スーパー戦隊シリーズ」第6作目。『大戦隊ゴーグルV』とも表記される。

## 概要
本作品では、前作『太陽戦隊サンバルカン』を上回るべく娯楽性が追求された。主人公たちが『サンバルカン』で3人だったのに対して本作品で従来と同じ女性を含めた5人に戻ったのは、スポンサーの後楽園ゆうえんちから「3人ではショーが盛り上がらない」との要望があったからであり、放送当時の東映テレビ部による実写特撮が堅実な保守的要素による安定が重視される中で冒険心に満ちた革新性にも目を配っていたため、その意図の中で安定の要素を一手に担うため、スーパー戦隊シリーズで導入された。
本作品では、5人の変身後のスーツに初めて「黒」が明確な色分けとして登場した。「悪」を連想させる黒をヒーローの色に採用したのは、画期的な試みである。『秘密戦隊ゴレンジャー』や『電子戦隊デンジマン』で使われていた「緑」という色は赤、青、黄、桃と比べて子供受けが良くなかったことから、本作品では緑以外の新しい色が検討され、「黒」と「紫」が残ったが、印刷では「紫」は見栄えが悪いということになり、「黒」が採用された。春田は次作『科学戦隊ダイナマン』でもブラック戦士を演じ、後年のインタビューでも「自分がブラックのイメージを確立した」ことを誇りとともに回想している。
ゴーグルファイブは古代文明をモチーフとしているが、そうした要素はイラストによる表現のみで、映像的にも作劇上もさほど強調はされていない。主人公たちが軍事組織に所属していた『サンバルカン』との差別化のため、本作品の主人公たちは民間組織所属となり、当時はまだ家庭に普及していなかったコンピューターを扱える少年少女コンボイを登場させることで、大人ばかりのドラマにならないようにしている。
アクションは新体操をモチーフとしている。ボールやリング、クラブ、リボンといった新体操の手具が武器として用いられ、アクロバティックな動きの追求が行われて派手な画面作りに貢献した。これは、それまでにない変わったアクションを導入しようという東映プロデューサー鈴木武幸の意向によるものであり、「女性のスポーツなんて」と反対したスタッフも国士舘大学へ見学に行くことで新体操が激しいスポーツだと理解したといい、特撮のアクションに新体操のアクションを応用したものが取り入れられても充分に魅力的な絵作りが可能であるというものとなった。また、立ち回りをスローモーションで表現し、技が当たる瞬間だけコマ落としで表現するという独特の演出で、アクションを印象づけている。人数は5人に戻っているが、個人のアクションは前作と同様の大きな動きとなっており、これを両立するためカット割りは細かくなり、同一画面での5人の動きもより動的になっている。さらに、ワイヤーアクションやマスク合成なども多用している。
シリーズ定番となっていたスーツに付属するマフラーは、本作品が最後となった。
ゴーグルファイブ5人の名乗りのシーンの時間は42秒あり、戦隊シリーズ史上最も長いとされる。
ストーリーは、敵味方の内情を描くよりも1話毎の盛り上がりに重点が置かれており、明快な内容が児童層の好評を得る要因になったとされる。
第1話のドイツでのシーンは、実際にドイツロケを予定していたが、本郷博士役の仲谷昇がスケジュールの都合をつけられなかったため、実現には至らなかった。

### 特撮
巨大ロボットの合体シーンは、一見すると電動による変型に見えるほどスムーズなものだが、実はメカのプロップは一切モーターによるギミックが仕込まれておらず、すべてワイヤーワークにより行われている。また、これらのプロップに合わせる形で球場基地を作成したため、その外見は直径3メートルにも及ぶ巨大なものとなっている。
前作までの怪人が巨大化する展開との差別化のため、怪人（モズー）がロボット（コング）に乗るというアイデアが導入された。当初は両者がまったく異なるデザインであったが、これは予算がかさむという理由で第4話までに留まり、第5話からのコングはモズーのスーツにズボン状のコングの脚部を履かせることで表現されている。初期企画では、巨大ロボットを開発するイガアナ博士とザゾリヤ博士の競争に重点が置かれる予定であった。

### タイトル
企画の最初期には『未来戦隊ミライマン』という名称案があったが、これは名前がないと困るために用意された仮称であり、その後に『大戦隊ゴーゴーファイブ』に決まりかけたものの、「ゴーゴー」の部分が当時のホンダ製品と被ったため、語感の似ている『大戦隊ゴーグルファイブ』に決定した。劇中では、3機のメカがゴーグルロボに合体変形する際の掛け声「ゴーゴーチェンジ！」にその名残が見られる。これらの没案は、前出のホンダ製品の生産が終了した後のシリーズ作品（1999年の『救急戦隊ゴーゴーファイブ』や2000年の『未来戦隊タイムレンジャー』）で活かされた。
スーパー戦隊シリーズのタイトルコールは本作品から始まったが、本作品と次作『ダイナマン』までは「戦隊」の部分を除いてメインタイトルのみをコールしているほか、主人公たちを演じた役者たちではなく主題歌を歌ったコーラスグループが担当している。

## あらすじ
日本人の若き冒険家赤間健一はドイツ山中の洞窟を探検中に奇妙な竪穴を発見する。それは近くの古城の中に通じており、赤間はそこで謎の集団に襲われる初老の日本人紳士を助け出す。
紳士は未来科学研究所の本郷博士と名乗り、自分を襲っていた謎の集団は、人類の歴史の背後で暗躍を続けてきた暗黒科学帝国デスダークであると語る。
やがてデスダークはその姿を人類の前に現わし、世界征服への進撃を開始した。本郷博士は彼らの野望を打ち砕くべく、赤間を含む5人の若者を戦士に任命した。

## 登場人物

### 大戦隊ゴーグルファイブ
本郷博士が開発したゴーグルブレスを装着し変身した赤・黒・青・黄・桃の5色の戦士。本郷博士が事前にリストアップしていた人材から、コンボイが導き出した5人の民間人により構成されている。
集合時の名乗りは「戦え! 大戦隊ゴーグルファイブ!」。
民間人から選び抜かれた戦隊ではあるが、特別に隠密に結成された戦隊ではなかったため、次第にその存在と強さは浸透していき、第16話では完全に世間から頼れる存在として認知されていた。
デスダークとの戦いを終えた後は、コンボイたちに未来科学の発展を託し、いずこかに旅立っていった。
赤間 健一（）
強靭な精神力と冷静沈着さを兼ね備えた若き世界的な探検家。普段は遊園地でパトロールを務めている。未知なるものにも臆さない不撓不屈の精神の持ち主で、仲間から頼られるリーダーでもある。
ドイツアルプスにある狼の穴でデスダークに襲われている本郷博士に遭遇し、彼を救出し帰国後に戦士になった。
昔、犬を飼っていた。ロッククライミングが得意で、空手の達人。変身前にも、ロープを武器に戦うこともある。
普段はオンロードバイクや赤いスポーツカーを運転している。
ゴーグルレッド
赤間健一が変身する戦士。額にあしらわれたルビーとレリーフは、アトランティス文明を象徴している。
剣道の技やレッドロープを用いた立体的な攻撃を得意とする。

黒田 官平（）
優れた頭脳と卓越した身体能力を持つ東都大学将棋部部長。普段は遊園地の乗り物のメンテナンスを務めている。
理知的で沈着冷静な性格の作戦参謀を務めるサブリーダーだが、時に悪に対して怒りをあらわにする恐れ知らずの熱血漢の一面も持っている。
劇中では変身不能の状況に陥ることが三度もあったが、生身でも諦めずに戦い抜いた。変身前は、将棋の駒を投擲用の武器として使うことも多い。
- 『秘密戦隊ゴレンジャー』の新命明 / アオレンジャーがクールでニヒルなキャラクターと設定されていたが、それをより現代的に進化させたキャラクターであったため、レッドを凌ぐ人気で視聴者に抵抗なく受け入れられた。

ゴーグルブラック
黒田官平が変身する戦士。額のエメラルドとレリーフは、古代アジア文明を象徴している。
素早い動きの忍者的戦法とダイナミックなキック技やアクション攻撃を得意とする。

青山 三郎（）
ひ弱で泣き虫だった自分を不屈の精神力で鍛えてきた、努力家のアイスホッケーの花形選手。普段は遊園地の売店店員を務める。
明るく大らかな性格で、子供たちから兄貴分として慕われている。機械いじりが好きで、自動車の運転が上手い。
ゴーグルブルー
青山三郎が変身する戦士。額のサファイアとレリーフは、エジプト文明を象徴している。
身軽で瞬発力を生かしたダッシュ戦法とジャンプ戦、キック技が得意。

黄島 太（）
鉱山師として全国を放浪していた経験もある、動物園の飼育係。普段は遊園地のお化け屋敷などのアトラクションで働いている。遊園地のマスコットキャラドン・チャックに扮装することもある。
気さくでユーモアな性格のムードメーカー。「動物が好きな人には悪い奴はいない」を信条としている。
ゴーグルファイブで一番の力持ちである他、聴力が非常に優れている。大食漢であり、デスダークに食べ物で誘惑されレッドを攻撃したこともある。
変身前はスクーターに乗っている。
子供のころに行方不明となった父親・壮一を探すために父と同じ山師になり、20年ぶりの再会を果たすが、壮一が20年前にデスダークの調査を始めたころの本郷の唯一の理解者であり良き片腕であった事実を知り、デスダークを倒すまで、親子であることを隠し胸に秘める決意をした。
ゴーグルイエロー
黄島太が変身する戦士。額のオパールとレリーフは、ムー文明を象徴している。
怪力を活かしたパンチとキックや投げ技などの肉弾アクションを得意とする。

桃園 ミキ（）
紅一点で新体操の選手で、チャンピオンのキャリアを持つ。普段は遊園地の園内アナウンスを担当。
芯が強さと清らかな心を併せ持った持ち主で、敵味方問わず困った人を放置出来ない優しさを見せる。
ゴーグルピンク
桃園ミキが変身する戦士。額のダイヤとレリーフは、マヤ・インカ文明を象徴している。
新体操で培った柔軟な動きを得意とする。

### 研究所スタッフ
本郷博士（）
第1 - 2話、第49 - 50話に登場。未来科学研究所の最高責任者。
物語の始まる20年前からデスダークの存在に気付き、ゴーグルファイブ結成の準備を行っていた。ゴーグルファイブとコンボイに後を託して研究所を去り、世界中で研究を続けていたが、終盤に再登場し、基地を失ったゴーグルファイブを第二研究所に案内する。
- 初期企画『大戦隊ゴーゴーV』では本郷秀樹というフルネームが設定されていた。資料によってはこの名称を用いている。

若木 みどり（）
本郷博士の助手。
第22話で本郷博士のもとに旅立つことになり、仲間たちに見送られながら旅立った。旅立つ前にはミキとさゆりと共に服を買いに行くシーンが描かれた。
山本 さゆり（）
本郷博士の助手。
本郷が旅立った後も研究所に残り、コンボイやみどりと共にゴーグルファイブをサポートする。
さゆりとみどりは第1話から第5話までは研究所内でも私服を着用していたが、第6話からは制服（ブレザー・ネクタイ・ブラウスなど）を着用するようになった。

### コンピューターボーイズ&ガールズ
デスダークとの戦いに備えて、本郷博士が密かに選抜した5名の少年少女部隊のオペレーターたち。通称コンボイ。全員がコンピューター操作を得意としている。ゴーグルファイブを一対一対応でフォローし、敵の攻撃や所在地などを分析する。第1話ではゴーグルファイブ適格者を割り出し、達也を除く4名はスカウトに赴いた。普段は普通の小学生として生活、遊園地の電話ボックスを研究所への出入口として使用し、シューターを通る際に瞬時にユニフォーム姿に変身する。ユニフォームは、胸・肩・腹中央・ベルト部が白、それ以外は水色で構成され、男性用は全身レオタード状と黒ブーツ、女性用はミニスカートと白ブーツとなっている。
- 企画書では、ゴーグルファイブとの交流の中でコンボイたちの成長を描くことがシリーズの縦軸として想定されていたが、実際の作品ではゴーグルファイブ内での関係性やゲストの少年少女との交流が重視されていったため、ゴーグルファイブとコンボイの関わりが描かれることは少なかった[12]。

上田 達也（）
コンボイのリーダー格で、レッドをフォローする。12歳。強い正義感と精神力の持ち主。
第40話では「記憶抽出回路」で記憶を引き出され、研究所へ行く途中に団子屋やおもちゃ屋に寄り道していたことが判明、大恥をかかされた。
竹中 誠（）
ブラックのフォロー役。10歳。
いたずら好きだが頭が良く、スカウトに赴いた黒田の前で鋭い将棋の手を打ち、黒田を感心させた。
同じコンボイの大介を始め、「ウソツキマーボー」こと正彦や井上マサルらと同級生。
島田 春男（）
ブルーのフォロー役。コンボイでは最年少の8歳で、一番小柄。
おしゃべりでしっかり者だが、ブルーがピンチになると泣き出すのが欠点。人なつっこい性格で正義感も強いが、少々思い込みが激しい。
大山 大介（）
イエローのフォロー役。10歳。
黄島同様太り気味で、食べることが大好き。時々研究所内のキッチンに無断侵入して料理を作り、みどり・さゆりらに叱られることがある。
第19話ではデスダークが作ったお化けに震え上がった。
相沢 あかね（）
コンボイの紅一点で、ピンクのフォロー役。12歳。
他人の苦しみを自分のこととして感じる、ミキ以上の優しい性格で、第4話ではフォローミスからミキを負傷させ、強いショックを受けた。

## ゴーグルファイブの戦力

### 共通の装備・能力
ゴーグルブレス
赤間たちが右腕に装備している変身兼通信用のブレスレット。それぞれナンバリングが施されている。
一定のポーズとともに、5人同時の場合は「ゴーグルファイブ」、単独などの場合は自分のコードネームを発声することで、変身を完了する。破壊されても、基地で新しいブレスを作ることが可能。ブレスをつけた右腕を負傷すると変身できなくなる。また、変身者以外の者がこれを使用すると高圧電流が流れる仕組みになっている。
- 当初の撮影用プロップは大きすぎたために作り直しとなり、第8話から小型化した。
- 戦隊シリーズで初めて商品化された変身ブレスレットでもある。

ゴーグルスーツ
変身時に装着する強化服。鋼鉄よりも丈夫で、伸縮する特殊な材質を使っているため、動きやすくできている。
スーツ各所に内蔵された装置や内線の働きで、スーツ装着者の体を1,000度以上の高熱や、マイナス200度以下の寒冷などの激しい温度変化から守り、脚力とキック力を増強させるほか、左胸のシンボルマークのメタボライザーコントロールで10時間以上の連続潜水ができる。マスクには、過去に滅びた5つの古代文明の象徴である宝石とレリーフがある。
ダメージを受けると、スーツに流れているエネルギーがスパークするという欠点もある。
ゴーグルサーベル
メンバー全員が右腰に携帯している武器。伸縮自在の3段ロッド式。FSI合金製。戦闘参加への前振りとしてモズーに向かって投げつけるのが、主な攻撃方法である。日本刀に変形可能。青い発光を伴うスパークサーベルは実体のない敵や暗闇の敵を斬ることができるほか、その強化版の電光サーベルは幻影世界を破ることができる。サーベルのグリップには、各人の専用武器がそれぞれ5人分圧縮収納されている。
第34話でハイネオメタル製になり、改造強化された。
ゴーグルロープ
ゴーグルレッドから渡されるロープ。
ゴーグルクラブ
ゴーグルブラックから渡されるクラブ。
ゴーグルリング
ゴーグルブルーから渡されるリング。
ゴーグルボール
ゴーグルイエローから渡されるボール。
ゴーグルリボン
ゴーグルピンクから渡されるリボン。
ゴーグルアイ
強化スーツのマスクが備える機能。透視能力や望遠能力を持つ。
隊員ヘルメット
2クール目以降赤間たちが着用した。色は白を基調としており、変身者の色ごとに分けられている。劇中は赤間はオンロードバイクでパトロールに出向く時に着用し、他のメンバーに関しては青山と黄島が携帯ロケットの実験飛行時に着用したのみである。
その他
変身した状態からさらにコスプレ姿の変身前の状態に一時的に変身して合成獣やマダラマンと戦う戦法を得意とし、サボテンモズー戦ではピンクがフラメンコダンサーのミキに変身し、ヤマアラシモズー戦ではガンマンに、テングモズー戦では天狗に扮している。いずれもゴーグルファイブの姿に戻る際は変身ポーズを取らず、瞬時に戻っている。
バクモズー戦では、赤間が侍に、黒田が中国武術の達人に、青山がアメリカンフットボールの選手に、黄島がメキシコ風のガンマンに、ミキが婦人警官に扮している。

### 個人武器・技
ゴーグルレッド
レッドロープ
ゴーグルレッドが使う縄。これを高所に巻きつけ、それにぶら下がってターザンのように敵にキックするクライミングアタック（別名・クライミングキック・ゴーグルクライミングでクライミングキック）、ロープを釣り針にして敵を釣り上げる釣り針ロープ（シーラカンスモズーに使用）という技がある。
レッドルビームチ
レッドロープをルビーエネルギーで強化させた鞭。敵に巻き付けてサーベルのエネルギーをロープに走らせて、電撃によるダメージを与えることができる。
レッドパンチ
ルビーエネルギーを拳に集中させ、敵に炸裂させるパンチ。三段階に分けて攻撃するトリプルパンチやジャンプしながら放つレッドスカイパンチもある。
レッドキック
飛び蹴り。ゾウガメモズーに使用したが、効かなかった。
レッドルビー光線
額から照射する治癒光線。第42話で黒田の腕の傷を治療した。完治はできない。
レッド風車
空中で大の字になって回転しながらルビーのエネルギーを放出する。第46話で使用。

ゴーグルブラック
ブラッククラブ
ゴーグルブラックが使う棍棒。2本1組の武器で、高速で敵の頭を連続攻撃するブラッククラブ乱れ打ちが得意技。
ブラックエメラルドヌンチャク
ブラッククラブをエメラルドエネルギーで強化させたヌンチャク。2本の棒を鎖でつないだヌンチャクの特性を活かして、敵の攻撃を受け止めたり、振り回して敵を打ち倒す。
アイアンアーム
ゴーグルブラックが両腕に装着する、トゲ付きの篭手。これを装着した状態で両手を突き出して突進するアイアンアタックという技がある。
ブラックシャドウ（ブラックシャドー）
敵の影に隠れて奇襲をかける。自分の影の中にも入り込める。
ブラック闇走り
周囲の光を吸収して闇に変え、敵を襲う。
ブラック将棋拳法
将棋を応用した拳法技。飛車突き・角突き・王手の順で攻撃する。
スクリューキック
体をねじらせながら飛び蹴りする。
ブラック風車蹴り
風車のように空中回転しながら敵を蹴る。
ブラック燕返し
宙返りしながら二人の敵に同時に飛び蹴りを食らわせ、その反動でさらに宙返りして着地する。
ブラック風車旋風
敵の懐にバック転しながら高速で駆け抜け、複数の敵を薙ぎ倒す。
ブラック分身
エメラルドの力で数人の黒子・ブラックジュニアを作り出し、敵を叩きのめす。第45話で使用。
エネルギー発信機
第16話で黒田が開発したエネルギー反応を発する発信機。あらゆるエネルギーを吸収するヒトデモズーのヒトデメカを引き付け、モズー自身に投げつけて同士討ちを誘った。
音波発信機
7200ヘルツの特殊音波でハイエナ人間やハイエナ軍団を操るハイエナモズーに対抗して開発した発信機。ハイエナモズーの音波を無効化する。

ゴーグルブルー
ブルーリング
ゴーグルブルーが使う輪。敵の腰に引っ掛け、高速回転させて倒すリング腰砕け、体に引っ掛けたまま前転して敵を倒していくブルー大車輪（別名・リング車輪）、リングをブーメランのように投げ付けるブルーリング銀河回し（別名・リング回し）、リングを2つ投げつけて敵の両腕を封じるリング車輪（別名・ダブルリング）、2つのリングを自分の首にかけながら回転して周囲の敵をなぎ倒すダブルリングバタフライ、リングを転がして前方の敵をなぎ倒すリングローリング、フラミンゴの構えからリングをブーメランのように投げるリングフラミンゴ、リングを持ってブルー自ら高速回転するブルードラゴンといった多彩な技がある。
ブルーサファイヤジェットリング
ブルーリングをサファイヤエネルギーで強化させた特殊リング。ネズミ花火のように火を噴きながら高速回転で空中を飛び回り、敵を蹴散らす。
携帯ロケット
青山が第38話で発明したバックパック型の小型噴射ロケット。リモコンで遠隔操作する。高度1,000メートル、時速200キロで飛行できる計算だったが、出力が不安定ですぐに墜落する。サイモズーに奪われて悪用されたが、2機目を開発してサイモズーとの再戦に使用した。事件解決後に実験を再開するも失敗、それ以降登場していない。
ブルージェットダッシュ
敵の間を超スピードで走り抜ける。
ジェットキック
体をねじらせながら、空中からキックする。
ブルー風車旋風
ブラック風車旋風のようにバック転をしながら高速で駆け抜けることで敵を薙ぎ倒す。
スピンキック
敵の足元を狙った、高速スピンしながらのキック。
カンガルーキック
カンガルーの構えからスライディングしてキックを食らわす。
フラミンゴキック
フラミンゴの構えでキックを食らわす。別名水平蹴り。

ゴーグルイエロー
イエローボール
ゴーグルイエローが使うボール。巨大化させて転がすスーパーボールという技がある。
イエローオパールメガトンボール
イエローボールをオパールエネルギーで強化させたトゲ付きの巨大ボール。地面を叩いて地震を起こすことも可能。これを振り回して投げつけるスクリュー投げという技があり、第44話で使用。
イエローハンマー
巨大な黄色いトンカチ。地面を叩いて地震を起こすことも可能。地中の敵が出てきたところを攻撃するイエローもぐらたたきという技がある。
イエロー穴掘り
両手に装着したメリケンサック状の爪で地中を掘り進む。
イエローアタック
加速しての体当たりを連続で食らわす。
イエロータックル
張り手をしながら突進する。第44話で使用。
二段投げ（イエロー二段投げ）
柔道の肩車のような投げ技を二連続で掛けて左右に叩き付ける。
イエロー風車投げ
巴投げを決める。複数の敵を投げられる。

ゴーグルピンク
ピンクリボン
ゴーグルピンクが使うリボン。敵を縛り上げるピンクリボン締め、波打たせてカーテンを作り、敵の攻撃を防ぐリボンカーテン、なびかせて攻撃するリボンシャワー、旋風を起こして飛び道具も跳ね返すリボン旋風、渦状に巻き、投げつけた煙幕を散布させる煙幕散らし、リボンを使用する際に舞って敵を威嚇するスカイハイ、敵を締め付けて電撃を放つピンクリボンスパーク、リボンを二つ持って攻撃するピンクダブルリボン（トラモズーに使用）、リボンを操りながら、リボンからのスパークで攻撃するピンクフラワーリボン（トラモズーに使用）といった、多彩な技がある。
ピンクダイヤバトン
ピンクリボンをダイヤエネルギーで強化させたバトン。サーベルのように使う。最終回ではベラを倒した。サルモズーの若返りの薬放出を防いだゴーグルバトンシャワー返しという技がある。
ピンクミラー
ゴーグルサーベルが変形した、敵の光線を反射する手鏡。第14話のみの登場。アンコウモズーのヒートビームに破られるが、世界的なレンズ磨きの名人の神谷鏡太郎が磨くことによって反射する力と輝きが強化され、ヒートビームを打ち破った。
ピンクハート催眠
指から出すハート形の光線で、敵を眠らせたり、幻影を見せる。
ピンク旋風
ピンク以外の4人が手を組み、ピンクを空中に放り投げ、空中でピンクが回転する。ヤドカリモズーの骨抜きガスを防いだ。

### 必殺技・合体技
ゴーグルビクトリーフラッシュ
レッドの「ゴーグルビクトリー！」の掛け声で5人がVサインを決めた後にゴーグルジャンプからやぐらを組みつつ着地してゴーグルサーベルをレッドが両手持ち、他の4人がV字状に片手で持った後にそれぞれが変身後の色を言いつつ宝石エネルギーをサーベルに集中させ、レッド「ゴーグル！」全員「ビクトリーフラーッシュ!!」の掛け声で黄色のV字型強力光線を連続で照射する。シリーズ前半の決め技として使用された。
ゴーグルゴールデンスピア
強化型ゴーグルサーベルを合体させた黄金の槍。まず、レッドがゴールデンスピアを宣告するとブラック&イエロー、ブルー&ピンクで「スピア！」と復唱。レッド「ゴールデン」4人「スピアー!!」の掛け声からゴーグルサーベル持ったままゴーグルスカイで飛行しつつそれぞれが変身後の色を言って宝石エネルギーをサーベルに集中させ、黄色いVの字に光らせつつ合体させて形成、個人が槍を軸に大車輪→レッド「ゴーグル！」全員「ゴールデンスピアー!!」で合同大車輪をした後に着地。レッドが槍を持ち、他の4人が腕やぐらを組みつつ「ワン！」と叫ぶ→レッドが「ツー！」でジャンプ→全員で「GO!!」の掛け声と共に腕やぐらの4人がレッドを飛ばす→最後にレッドが回転ジャンプから「アタック！」の掛け声で槍を合成獣に向けて投擲→投擲された槍は金色の光球に変化して合成獣に当たると五色の爆発に囲まれつつ大爆発を起こす。第34話で体がネオメタル金属原子で出来ているためにゴーグルビクトリーフラッシュの効かないワニモズーを倒して以後、決め技となった。最終話では、レッドがこれを持ったまま全員で連なって回転しながら敵に突進するスピア風車でデスマルク大元帥の暗黒剣を破って倒した。
イナズマロープ
5本のゴーグルロープから電撃を放つ。
ゴーグルクライム
5本のゴーグルロープを高所に引っ掛け、ロープを短くして体を引き上げる。
クライミングキック
5本のゴーグルロープを引っ掛けてからターザンのように掴まり、同時にキックする。
ダイナマイトクラブ
5組10本のゴーグルクラブを敵集団近くに向かって投げ、地面に落ちると五色の爆煙を起こす。爆煙には着色効果もあって透明化したマダラマンを着色効果で見つけた事もある。投げたクラブを当てるだけのクラブアタックという技もある。
リングスピンタイフーン
5本のゴーグルリングを回転させながら投げつけ、敵の視覚を混乱させる。
リングシャボン玉返し
5本のゴーグルリングを空に向かって投げてVの字型で高速回転させ、カニモズーの泡を跳ね返した。
電光ボール
5つのゴーグルボールを放電させながら投げつける。
リボンスパーク
5本のゴーグルリボンで敵の動きを封じたのちにリボンを伝わらせて電撃を放つ。
ゴーグルリボンくすぐり責め
5本のゴーグルリボンで敵をくすぐる。サメモズーの涙爆弾を封じるために使用。
リボンアタック
5本のゴーグルリボンでリボンシャワーを同時に放つ。
リボンタイフーン
5本のゴーグルリボンを振りかざし、突風を起こす。
ゴーグルリボンシャワー返し
5本のゴーグルリボンを振り回して突風を起こし、サルモズーのサルシャワーを跳ね返した。
ゴーグルジャンプ
5人がジャンプして空中でサイコロの5の目のような並びから3度回る。回っている時に全員が「GO!!」と叫ぶのが特徴で3回転の仕方は合体技によって異なる。
ゴーグルスカイ
5人で飛行する。
サーベルアタック
5人がゴーグルスカイで空を飛び、ゴーグルサーベルで敵の急所を5連続で突く。5人がVの字フォーメーションで突進飛行し、レッドだけがゴーグルサーベルで敵の急所を突くスカイサーベルという応用技もある。
ゴーグルキック
5人で同時にジャンプして飛び蹴りする。一人で使用することもある。
ゴーグルサーベル殺虫剤
5人のゴーグルサーベルを合わせて剣先から殺虫剤を噴射する。ハエモズーに使用。
ゴーグルサーベルスイカ叩き
5人が交互にゴーグルサーベルでスイカ割りをする。巨大スイカに化けたスイカモズーに使用。
ゴーグルシャワー
5人が額の宝石から光線を放ち、それを融合させてリング状の光線にする。効果は様々で、実体のない亡霊モズー軍団を追い払い、カメレオンモズーによって保護色にされた子供たちを元に戻し、スカンクモズーの幻影やデスギラーが手に入れた黄金魔剣の力を破ったほか、一点集中攻撃でゾウガメモズーのハイトロンバリヤーを破った。
ゴーグルスパーク
5人がスーツから高圧電流を逆流させる。
ゴーグル大車輪旋風
5人が空中で輪を組み、高速回転して突風を起こしてから、そのまま急降下する。セイウチモズーの冷凍ガスを跳ね返した。
ゴーグルハリケーンタイフーン
5人が空中で繋がり、高速回転して光線や突風を浴びせる。第37、39話で使用。
ゴーグルファイヤー
5人のゴーグルサーベルを合わせて剣先から炎を放つ。第17話で使用。
ファイヤーストーム
5人のゴーグルサーベルを合わせて剣先から水を放射する。第25話で使用。
ゴーグルボンバー
巨大なクラッカーからテープを放って敵の動きを封じる。5人で1箇所に固まって放つタイプと、敵を囲って5方向から放つタイプがある。
モグラたたき
地中から現れるミミズモズーに対しイエロー以外の4人がそれぞれの色のハンマーで叩きつける。
ゴーグルスクランブルステップ
地中に潜むマダラマンに対し、5人が走り回って攻撃する。

### 基地・メカニック
それまでのスーパー戦隊シリーズではバイクなどの専用マシンを変身前後問わず常用していたが、本作品からは変身前には市販のバイクや車を使い、変身後に専用のマシンに搭乗するようになった。
未来科学研究所
本郷博士を所長とする未来科学の研究所で、20年前に後楽園ゆうえんちの地下に建設された。施設は地下40階からなり、2,000人の科学者や技術者、警備員らが勤務している。ゴーグルファイブの本拠地でもあり、司令室にはコンボイピューターが5台設置されている。この部屋へのアクセス方法は、遊園地内の電話ボックスからの滑り台式の地下通路と、ゴーグルファイブのマシーンが出入りする秘密の通路のみである。
巨大母艦ゴーグルシーザーの発進時は、後楽園球場が巨大エレベーターにリフトアップされる形で上昇する。発進時は、試合中であることが多く、「スリーボール・ナッシング」と球場に表示された後、「ただいまマイクのテスト中、本日は晴天なり」というアナウンスで警戒シグナルを発令し、秘密任務が開始される。
周辺道路には敵の侵入を防止するためのカメラが設置されており、チェックポイントとしてコンボイのメンバーが監視を行っている。物語終盤において、マズルカの体内に埋め込まれた爆弾により司令室は壊滅する。
- 基地の商品化も検討されていたが、実現には至らなかった。

新秘密基地
司令室壊滅後に本郷博士が用意したゴーグルファイブの本拠地。洞窟内にあり、ゴーグルシーザーの格納庫も存在する。
ゴーグルマシーン
ゴーグルレッドの専用オフロードバイク。ジャンプ性能に優れ、高い機動性を持つ。劇中では使用されていないが、フロントカウルにマシンガン2門も装備している。
ゴーグルクーガー
ゴーグルレッド以外の4人が乗るジープ。運転はゴーグルブルーが行う。ゴーグルクーガージャンプというジャンプ移動機能を持つ。劇中では使用されていないがロケット砲も装備している。
- 劇用車は、トヨタ・ハイラックスをベースに、ノーズ部分にマツダ・RX-7のボディを組み合わせて使用。

ゴーグルシーザー
ゴーグルジェット・ゴーグルタンク・ゴーグルダンプを格納する巨大戦闘母艦。3機のマシンは艦中央のコンテナマシンに格納されている。コンテナは3基に分離で、2号と3号は自走が可能。ロボ戦時はゴーグルブラックとゴーグルピンクが搭乗し、必要に応じて援護を行う。ミサイル、ジェットロケット砲2門、熱光線、冷凍光線、温度センサー、エネルギー感知器を装備。オートコントロールも可能。
- 企画段階では、コンテナで攻撃を行うという設定も存在した。デザイン画では、機首に大きな目が描かれていた。

ゴーグルジェット
ゴーグルレッドが操縦する大型戦闘機。コンテナ「1」より発進する。ゴーグルロボの頭部、胸部になる。大型ながら、優れた旋回性能と機動性を持ち、ジェットミサイルを装備。設定では20mmミサイル砲も2門装備している。
ゴーグルタンク
ゴーグルブルーが操縦する戦車。コンテナ「2」より発進する。ゴーグルロボの腕部、胴体になる。タンクミサイルを発射するミサイルランチャーを上部に装備。強靭な車体で、水中・宇宙空間でも活動できる。
ゴーグルダンプ
ゴーグルイエローが操縦する巨大ダンプ。コンテナ「3」より発進する。ゴーグルロボの脚部になる。抜群のパワーを誇るマシンで、武器はダンプハンド。手錠型のパワーハンドも装備。短時間の飛行も可能。磁力吸着式ハンマーチェーンと作業用高機動シャベルも装備されており、災害救助や建築活動も行える。積載最大量は300t。
- 玩具では初回生産のみ車輪がラバー製となっている。

ゴーグルロボ
ゴーグルジェット・ゴーグルタンク・ゴーグルダンプがマニュアル005の合体指令を受けて「ゴーゴーチェンジ」のかけ声と共に合体した巨大ロボ。民間で初めて開発された合体式の巨大ロボットである。装甲はFSI合金製。
- デザインは上半身を村上克司、下半身を現・バンダイ社長の上野和典がそれぞれ担当している。デザインでは、耳部分の大きな羽がなかった。
- 前2作品では変形・合体シーンは黒い背景で表現されていたが、本作品では現実的な空中や陸上での合体が描写され、以降の作品でも主流の表現となった。
- 書籍『スーパー戦隊 Official Mook 21世紀 vol.15 手裏剣戦隊ニンニンジャー』では、戦隊ロボの基本的な造形技術はゴーグルロボの時点で完成したと評している。
- ポピー発売のDX超合金『クロスインボックス ゴーグルファイブ』は1982年度年末商戦において、競合の『六神合体ゴッドマーズ』『機甲艦隊ダイラガーⅩⅤ』商品を押さえ、大ヒットとなったという。

武装
地球剣
ゴーグルロボの必殺武器。FSI合金製。
ゴーグルシールド
星とVの字のような模様のついた盾。FSI合金製で3万5千度の高熱に耐え、コングからの光線やガス噴射をはね返すこともできる。
ゴーグルスピン
ロープの付いた独楽状の武器。投げると回転・発光しながら飛んでいき、コングの体に衝撃を与える。ポピーの「DX超合金」では名称が「ゴーグルスピンドル」。
ゴーグルハンド
巨大な鎖が付いた手錠型の武器。コングの体を捕まえ、動きを封じたり地面に叩きつけたりする。
ゴーグルハエ叩き
ハエコングに使用したハエ叩き状の武器。
ゴーグルキャノン
『テレビマガジン』1983年1月号内の特写にのみ登場。
従来のロボの武器や装備ではデストピアを破壊できないというゴーグルファイブの見解から、強力なエネルギーを要する武器として開発された。ゴールデンスピアと同じくハイネオメタル製。サボテンコングのダミーを相手に実験をし破壊には成功したものの、砲身も砕け散ってしまい、実戦には投入されなかった。
必殺技
地球剣・電子銀河斬り
地球剣の刀身に地球と宇宙のエネルギーを取り込んで、相手を唐竹割りにする必殺技。第12話では直前に敵の胴体を横斬りするバリエーションを披露した。ゴーグルレッドの「地球剣・電子銀河斬り」の掛け声にゴーグルブルー・イエローも「電子銀河斬り」と復唱して発動。ゴーグルロボ自身が「地球剣・電子銀河斬り」と声を発した後、右腕だけで地球剣を円を描くように一回転させて地球を模した球体を形成し、球体は銀河に飛び立って宇宙のエネルギーをチャージした後舞い戻り、地球剣と一体となって刀身が発光。その状態で敵を両断する。第38話からはレッドが右レバーを下げる→左レバーを上げる順で操作して繰り出すようになり、ブルーとイエローによる掛け声は省略された。
地球剣・電子銀河ミサイル
地球剣を逆手に持ち、エネルギーを込めて投げつける技。最終話で巨大タブーを倒した。電子銀河斬りの入力を逆再生する形で発動する。
その他の技
ハンドミサイル
刃を備えるサックをつけた右拳を飛ばす攻撃技。
ゴーグルフラッシュ
全身を発光させて渦巻状の光を放ち、敵の攻撃を無力化する技。攻撃にも使用可能。
アイキャッチ
目を光らせて、素早い相手の動きを見切ったり、煙幕に隠れた敵を探し出す技。
ゴーグルサンダー
地球剣を体の正面に構え、周囲に電撃を放つ攻撃技。剣を地面に突き刺して電撃を走らせることも可能。
ビクトリーパンチ（ゴーグルビクトリーパンチ）
両手でVの字を描いてから放つパンチ攻撃。
ゴーグルロボ大竜巻
空中で回転して竜巻を起こす攻撃技。ゴーグルフラッシュのバリエーションにあたる。終盤で多用された。
ゴーグルビーム
全身を発光させて、体に張り付いたネズミコングのメカネズミを弾いた技。
トリプル攻撃
一旦合体を解いて3機に分離、各機がミサイルやダンプハンド、ゴーグルシーザーミサイルを繰り出した後に再合体する撹乱戦法。25話のテラノコング戦で披露した。
スペック
| 名称             | 全長            | 全幅            | 重量                                                    | スピード                                               |
| ---------------- | --------------- | --------------- | ------------------------------------------------------- | ------------------------------------------------------ |
| ゴーグルシーザー | 120 m[出典 56]  |                 | 1,550 t[出典 56]                                        | - マッハ5（飛行）[出典 42] - 200 km/h（走行）[出典 44] |
| ゴーグルジェット | 25 m[出典 42]   | 15.5 m[55][57]  | 30 t[出典 42]                                           | マッハ10[出典 56]                                      |
| ゴーグルタンク   | 19 m[出典 42]   |                 | 285 t[出典 42]                                          | 250 km/h[出典 56]                                      |
| ゴーグルダンプ   | 32.5 m[出典 42] | 650 t[出典 42]  | 150 km/h[出典 56]                                       |                                                        |
| ゴーグルマシーン | 2 m[出典 44]    | 280 kg[出典 44] | 350 km/h[出典 56]                                       |                                                        |
| ゴーグルクーガー | 4.2 m[出典 44]  | 750 kg[55][57]  | 300 km/h[出典 57]                                       |                                                        |
| 名称             | 全高            | 重量            | スピード                                                | 出力                                                   |
| ゴーグルロボ     | 55 m[出典 58]   | 965 t[出典 58]  | - 100 km/h（走行）[出典 51] - マッハ10（飛行）[出典 51] | 300万馬力[出典 51]                                     |

## 暗黒科学帝国デスダーク
大昔から科学技術を悪用した悪魔の科学を用いて人類史に多くの厄災を招き、過去にいくつもの文明を滅ぼしたと言われる暗黒科学者の集団。その歴史は5,000年に及ぶと言われ、総統タブーと呼ばれる謎の支配者の下に初めて勢力が統一され、1980年代になって本格的な世界征服に乗り出している。暗黒科学の技術を結集して造られた浮遊要塞暗黒巨大城デストピアを本拠地とし、モズーと呼ばれる合成怪獣やコングと呼ばれる巨大ロボット、戦闘機デスファイターを繰り出す。
各キャラクターの身長・体重などの設定はない。
- 初期企画での名称は暗黒科学帝国ダークマズーであった[11][12]。幹部の名称はこの時点で決定していた[11]。

総統タブー
デスダークの支配者。太古の昔から群雄割拠していた暗黒科学者たちを統一して、5,000年前にデスダークを築き上げた存在と言われるが、その真の姿を見た者は最終決戦の時まで誰もいなかった。デストピアの内部にある謁見の間の曇りガラスの奥から黒いシルエットだけを見せて指令を下し、赤い巨大な一つ目を光らせて、幹部たちを威圧する。
一方でクマモズーの讒言で反逆者とされたデスギラー将軍に対し最後の出撃を許すなど、支配者としての度量を見せることもある。
その正体は暗黒科学が生み出した複数の遺伝子が合成された「究極にして、最強の遺伝子」である超遺伝子であった。
- デザインは久保宗雄が担当。前2作の首領格がアクティブなキャラクターであったため、差別化として『バトルフィーバーJ』のサタンエゴスと同様に実体のわからないキャラクターとして位置づけられた。第50話に登場する本体は渡部昌彦が担当。

巨大タブー
最終話に登場。全ての部下を失い、デストピアを破壊された総統タブーが、ハイトロンエネルギーにより巨大化した姿。ゴーグルファイブの劇中では唯一、自ら巨大化した敵である。ゴーグルロボと最後の対決を行い、巨大な一つ目からのハイトロンビームでゴーグルロボを圧倒。電子銀河斬りで胴体を切られながらも上半身だけで襲い掛かるが、最後は唯一の弱点である一つ目に地球剣・電子銀河ミサイルを食らい、爆発四散した。
- デザインは渡部昌彦が担当。遺伝子の集合体という設定であるが、DNAの二重螺旋は認知度が低かったため、神経細胞をモチーフとしている。

デスギラー将軍
第1 - 49話に登場。ドクロを模した兜を被った、デスダークの指揮官。作戦立案を行うだけでなく、自らも前線に立って戦闘を行う。剣の達人でもあり、ゴーグルレッドを特にライバル視する。短気で冷酷ではあるもののデスダークへの忠誠心は厚く、武人としての一面も持っている。第15話でのゴーグルレッドとの一騎討ちの最中、マズルカの指示によるハチモズーの妨害に怒り、「邪魔をするな！」とハチモズーを突き飛ばして一騎討ちを続行、互角の勝負を繰り広げた（結局、双方乱入で引き分け）。第48話ではマズルカの自爆に巻き込まれ傷を負うが、赤間の「命の尊さに気付いてほしい」という願いから、ゴーグルファイブから手当てを受ける。その後、クマモズーを退けてゴーグルファイブへの借りを返した上で、クマコングに自ら乗り込み、最後の勝負を挑む。ゴーグルロボとの激闘の末、クマコング共々壮烈な最期を遂げた。作中では過去が描かれたことは無かったが、第34話の準備稿段階では、同話数のゲストキャラクターである河田ちえみを妹のように育てていた、という過去が描かれる予定であった。
- デザインは赤坂徹朗が担当。兜は骸骨とドイツ軍のヘルメットがモチーフとなっている。胸部プロテクターは胸骨が一体化したような金属製のアーマー、腹部の細かい模様は鎖帷子を想定して描いている。全体の布の質感や肩の徽章は軍服のイメージを配しており、サーベルの鞘などは骨の意匠に合わせてデザインしている。

マズルカ
第1 - 48話に登場。デスダークの諜報部長。爆撃や麻酔ガスを放つスティックが武器。変装を得意とするが、第4・39話で変装して活動していた際、子供に「おばさん」扱いされ、怒ったこともある。
第48話でハイトロンエネルギーの力で透明になって未来科学研究所に潜入するが、その体にはデスマルク大元帥の手によって、爆弾が埋め込まれていた。衰弱していたマズルカは組織から切り捨てられたと知るや自暴自棄になり、デスギラー将軍から爆弾のコントローラーを奪い取り、将軍を道連れにするつもりで研究所と共に自爆した。
イガアナ博士とザゾリヤ博士の存命中は2人よりも格が下であったが、不甲斐ない2人に皮肉を浴びせたこともある。
- デザインは赤坂徹朗が担当。準備段階ではデスギラー将軍と同じく骸骨と軍服をモチーフとした女性用のデザインであったが、プロデューサーの吉川進から女性キャラクターに骸骨を用いることに苦言を呈され、女性のラインを活かした露出の多いデザインへ変更された。両肩やブーツに付いている房飾りは軍服の名残りである。ヘルメットは、喫茶店のシャンデリアの形状を基にしている。

イガアナ博士
第1 - 15話に登場（第6話を除く）。爬虫類風の衣装を着た豪快な性格の男性科学者。怪獣的イメージのコングの製作を得意としており、ロボットは自分の手で製造すべきだという性格をしている。度重なる作戦の失敗により、総統タブーとデスギラー将軍の怒りを買い、デスマルク大元帥から「役立たず」と見做され、ザゾリヤ博士と共に処刑された。
- デザインは久保宗雄が担当。当初はサソリのザゾリヤと対比させるために「グモ博士」を構想していたが、『コン・バトラーV』の将軍ダンゲルのような粗暴な武闘派タイプのキャラクターに変更された。当初はザゾリヤ博士とともにエスニック調の唐草模様が衣装にあしらわれていたが、ゴーグルファイブのデザインと被るために修正された。

ザゾリヤ博士
第1 - 15話に登場。サソリの衣装を着た冷酷な女性科学者。メカの特性を生かしたコングを製作することを得意とし、大勢の助手に命じて設計図通りに製造させる。劇場版で「度重なる失敗で身の危険を感じて逃げ出した」という嘘をついてゴーグルファイブを罠にはめたこともあったが、第15話で本当に作戦失敗を理由にイガアナ共々処刑された。
前述のコングの設計について「ザゾリヤはメカ型・イガアナは怪獣型」というのは企画書にも明記されているが、作中では生物モチーフのマンモスコング（第3・4話登場）もザゾリヤが製造している。
- デザインは久保宗雄が担当。実際に作中に登場したザゾリヤは女性で、企画書がまとめられた時点ですでに女性設定だったが、企画当初は武闘派のイガアナ博士と対になる痩せた頭脳派の男性であった。

デスマルク大元帥
第15 - 50話に登場。デスダークの最高幹部で、暗黒科学の伝説的英雄。南極の氷の下に埋められていた棺の中で、2000年の長い眠りについていたが、総統タブーの命令で蘇生された。2,000年の眠りの間、総統タブーから催眠教育を受けていたため、現在のデスダークについての情報は完全に把握している。性格は冷酷かつ残忍。総統タブー以外の幹部全員から恐れられる強大な暗黒パワーの持ち主で、天候を自由に操り、物体を転送する稲妻状光線が使える。両手からは人間を消滅させる光線を出し、イガアナ、ザゾリヤ両博士をこれで処刑した。ゴーグルファイブには第15話の時点で名前だけは知られていたが、本人はデスギラー将軍が戦死するまでの間、デストピアの内部から指令を下し、ゴーグルファイブの前に直接姿を現したのは最終話が初めてであった。戦闘時には妖刀暗黒剣を振るい、ブラックサンダーなどの技を使い、ゴーグルファイブを圧倒したが、スピア風車で暗黒剣を破壊され、自身も致命傷を負い、総統タブーの名前を呼びながら絶命した。
- デザインは赤坂徹朗が担当。初稿では司教や祈祷師をイメージしていたものから、最終的にツタンカーメンの黄金マスク風の硬質なデザインでまとめられた。体の装飾や頭のストライプ柄は、ゴールドを配色して豪華さを出している。デザイン画では指は反り上がっているが、実際の衣裳は長めのまっすぐな爪になっている。一つ目の紋章は、位が高いため腹部に多く付けている。

ベラ&ベス
第15 - 50話に登場。デスマルク大元帥に仕える2人の侍女で、デスマルクと共に復活した。デスマルクの命令にのみ忠実に従い、言葉は一切話さない。最終話では女剣士に変身し、短剣を武器に戦うが、ゴーグルブルーのブルーサファイアジェットリングとゴーグルピンクのピンクダイヤバトンを受けて倒された。
- デザインは赤坂徹朗が担当。当初はマダラマンにあわせて複雑な模様で考えられていたが、吉川からの要望によりシンプルなデザインとなった。真ん中にデスマルクを置いて常に両サイドにいることから、体の模様をアシンメトリーにして、リボンが巻き付いている柄をイメージしている。頭部の飾りは幅広の帽子のツバや電球の傘など女性らしさを意図している。

合成怪獣
通称モズー。遺伝子マルチサイザーによって選ばれたデスダークが所有する動植物の特殊遺伝子をスーパーコンピューターのサイバネティクスプログラムに基づいて、スーパー増殖機でタンパク質と混合しながら増殖・培養し、金属原子と結合させることによって生成される怪物。動植物の能力と機械の能力を併せ持つ。当初は左右非対称な姿だったが、中盤からは新金属ネオメタルで強化されたスーパー合成獣が登場し、機械と生物が均等に入り混じった姿になる。終盤では超エネルギー・ハイトロンによって、さらに強化された（47話以降、モズーの腹部ないし左胸にハイトロンカプセルが備わる）。
- デザインを担当した久保宗雄は、前作の機械生命体との差別化として半身がストライプ模様が施された金属質の左右非対称のデザインとしていたが、プロデューサーの鈴木武幸からの要望により生物と機械の合成という大枠のみになった。

マダラマン
デスダークの戦闘員。身体は機械で構成されており、名前の通り、マダラ模様の服で身を覆っている。基本的には無言だが、口がきけないわけではなく、たまに仲間同士で会話をしたり、人間に命令することがある。一部には白衣を着て合成怪獣・巨大ロボの製造や各種実験に携わる者もいる。また、指揮を執る合成怪獣に合わせた能力を持った特殊部隊や大元帥直属の鎧武者に似た戦闘員も存在する。
- デザインは久保宗雄が担当。JACの忍者映画に登場する迷彩模様の忍者装束がモデルとなっている。
- 初期企画での名称は兵士メカメカであった。

### デスダークの戦力
暗黒巨大城デストピア
デスダークの拠点。外観は朽ちた古城を思わせるが、内部は暗黒科学の粋を集めた移動要塞となっている。海中航行も自在（14～15話冒頭にかけては日本近海から南極海底まで潜行した）。最終話でゴーグルシーザーのミサイルで破壊された。
- デザインは赤坂徹朗が担当。

巨大ロボット
通称コング。デスダークが造りだした戦闘用巨大ロボ。頭部から発射するリフレッシュパワー光線で、ゴーグルファイブに倒された合成怪獣を再生させ、搭乗者とする。当初はザゾリヤ博士とイガアナ博士が個々にコングを設計・製作し、お互いを戦わせて、強い方を実戦に投入していたが、第4話では失敗続きを理由に共同研究開発になり第3話で不採用になったマンモスコングを2人が強化（この時に右腕の形状が第3話と変化している）し、第5話以降は「コング開発が費用の割には効果が上がらない」と、作戦に投入されるモズーを元にその特長・能力が最も発揮できるようにする意志伝達システムを搭載させたコング（端的に言えば上半身がモズーと同じ形状のコング）が作られるようになった。
ほとんどの機体が頭部にコックピットを備えているが、第22話に登場したクジャクコングのみ胸部にコックピットがある。
下半身はファンコング型（甲冑風）・ヒカリコング型（脛が角ばっている）・ゴリラコング型（爬虫類風の尻尾と鱗がある）の3パターンがあるが、ファン・マンモス・カマキリ・ヤモリ・ネコのコングがファンコング型、ゴリラコングのみゴリラコング型で、他はすべてヒカリコングと同型である。
これ以外に変化要素として、ドクガコング（第8話）以後のコング（劇場版のモグラコング含む）はデスダークのマークである赤い目の紋章が胴体に付くようになっている他、ネズミ・シシ・ナマズ・カニ・クジャクのコングは手の形状（カニコングは左手のみ）がモズーより大型化している。
コックピット内は天井から2本の操縦桿が伸びており、搭乗者はこれを動かしてコングを操縦する。出撃時にはデスギラー将軍の号令で、デストピア側面の格納庫の壁面が開き、足の裏からの噴射により目的地まで自力で飛行してくる。
コングの投入は第49話まで続いたが、第16話のヒトデモズーのみコングがなかった。
デスファイター
デスダークの戦闘機。マダラマンが操縦し、巨大ロボットの援護をすることもある。

## キャスト
桃園ミキ役は当初、早坂あきよが起用されたが第3話まで撮影した時点で都合により降板が決定。代役として、モデル出身の大川めぐみが抜擢された。

### レギュラー
- 赤間健一 / ゴーグルレッド - 赤木良次
- 黒田官平 / ゴーグルブラック - 春田純一
- 青山三郎 / ゴーグルブルー - 石井茂樹
- 黄島太 / ゴーグルイエロー - 伍代参平
- 桃園ミキ / ゴーグルピンク - 大川めぐみ
- 若木みどり - 小林伊津子（第1 - 19、22話）
- 山本さゆり - 細矢智恵子
- 上田達也 - 井浦秀智
- 竹中誠 - 竹内実
- 島田春男 - 大原和彦
- 大山大助 - 水野智則
- 相沢あかね - 杉本華恵
- ナレーター - 大平透
- デスマルク大元帥 - 中庸助（第15 - 50話）
- デスギラー将軍 - 高橋利道（第1 - 49話）
- マズルカ - 吉田真弓[注釈 1]（第1 - 48話）
- ザゾリヤ博士 - 西口久美子（第1 - 6、10、11、14、15話）
- イガアナ博士 - きくち英一（第1 - 5、7 - 9、12 - 15話）
- ベラ - 大木まり子（第15 - 27話）、中西典子（第28 - 50話）
- ベス - 新保久美子（第15 - 50話）
- 総統タブーの声 - 依田英助[注釈 36]
- 本郷博士 - 仲谷昇（第1、2、49、50話）

### ゲスト
- 梶祐介 - 不明（第3話）[注釈 37]
- 梶マリ子 - 原和美（第3話）[94][注釈 37]
- 通りかかった子供 - 徳石光浩（第4話）
- 昔話おじさん・岩田 - 高杉哲平（第5話）
- 春男の友達 - 本間俊洋、滝奈々（第5話）
- 電話ボックスの女性 - 阿知波悟美（第5話）
- ヘルマスク - 大前均（第6話）
- 山倉アナウンサー - 木村修（第6話）
- 保育園の先生 - 茜まり（第6話）
- 警備員 - 沢田祥二、長江英和（第6話）
- 小館良平（第6話）
- 成田博士 - 石津康彦（第7話）
- 成田幸子 - 一柳みる（第7話）
- 成田タケシ - 谷村隆之（現・加戸谷隆斗）（第7話）
- 東日本太陽熱発電所・研究員 - 神田武志、唐沢きよし（第7話）
- サリー中島/諜報部員108号 - 井出智子（第8話）
- ドクター･サリー - レイ・アントン（第8話）
- インターポール - R・ゲスマン（第8話）
- 御館様 - 鈴木和夫（第9話）
- 佐助 - 長田恒義（第9話）
- 工場長 - 山田光一（第9話）
- 御館様の側近 - 中屋敷鉄也、遠矢孝信（第9話）
- 村人 - 松下昌司、岩崎紀代子（第9話）
- 小沼秀夫 - 渡辺義之（第10話）
- 小沼の妹 - 谷田川知恵（第10話）
- 小沼の弟 - 佐藤たくみ（第10話）
- 警備員 - 江口玄友、田波正則、辻井啓嗣（第10話）
- 吾作 - 八代康二（第11話）
- タケル - 伊藤巧美（第11話）
- 村長 - 中島元（第11話）
- 正彦 - 森茂紘（第12話）
- トモ子 - 富岡香織（第12話）
- 黄島壮一 - 森章二（第13話）
- 登山客の一家 - 岸本功、桐杏子、渡辺房江、羽山英治（第13話）
- 神谷鏡太郎 - 市原清彦（第14話）
- 神谷千鶴 - 寺井留美子（第14話）
- 野球少年 - 大導寺裕司（第14話）
- 未来科学研究所の医師 - 大矢兼臣（第15話）
- 若者 - 岡本美登（第15話）
- サトル - 五十嵐貴仁（第17話）
- 高田博士 - 佐々木敏（第18話）
- 高田エリカ - 谷本重美（第18話）
- 勝男 - 栗原敏（第19話）
- 勝男の妻 - 太地琴恵（第19話）
- 医者 - 岸野一彦（第19話）
- オサム - 葛生征樹（第19話）
- テレサ - 永田エミ（第20話）
- 浜田良造 - 丸岡奨詞（第21話）
- 浜田の妻 - 立石凉子（第21話）
- フランス人形 - 森永奈緒美[注釈 38]（第22話）
- ピエロ人形 - 石垣恵三郎（第22話）
- 舞妓人形 - 巻山美由紀（第22話）
- 野球選手人形 - 東山茂幸（第22話）
- 女剣士人形 - 松岡真由（第22話）
- 女闘士人形 - 志村忍（第22話）
- フランケンシュタイン人形 - 清水朗（第22話）
- 魔女人形 - 柴原孝典（第22話）
- ガンマン人形 - 佐藤浩（第22話）
- 拳法使い人形 - 喜多川務（第22話）
- 忍者人形 - 渡辺実（第22話）
- ガイコツ人形 - 辻井啓嗣（第22話）
- マイム指導 - あらい汎 (第22話)
- 源太 - 塚本正雄（第23話）
- 源太の母 - 藤山律子（第23話）
- シャボン玉をしている兄弟 - 杉山弘之・杉山輝行[注釈 39]（第23話）
- ワタル - 富井己則（第24話）
- ヒロシ - 三須志雄（第25話）
- 先生 - 朝丘あゆみ（第25話）
- 警官 - 佐藤輝昭（第26話）
- 泥棒 - 皆川衆（第26話）
- なるみ - 金子成美（第26話）
- なるみの母親 - 竹下江里子（第26話）
- ひろ子先生 - 小坂るみ子（第27話）
- 横田 - 横田誠（第27話）
- 加藤 - 加藤剛（第27話）
- 大畠 - 大畠拓（第27話）
- 校長 - 松尾文人（第27話）
- 教頭 - 木村修（第27話）
- レポーター - 広森信吾（第27話）
- 村田和男 - 川辺太一朗（第28話）
- 村田洋子 - 永浜三千子（第28話）
- 鈴木一鉄 - 田崎潤（第30話）
- 鈴木美汐[注釈 40] - 吉田麻子（第30話）
- 清作 - 貫井正浩（第30話）
- 浩太 - 青木英隆（第31話）
- 大川誠一郎 - 三井恒（第32話）
- 大川太郎 - 塩見健治（第32話）
- 水族館の館長 - 相沢治夫（第32話）
- はるみ - 新井備子（第32話）
- 山倉アナウンサー - 山浦栄（第32話）
- 由美 - 坂入公子（第33話）
- 和也 - 岸本功（第33話）
- ラムダス - 弘松三郎（第33話）
- 河田ちえみ - 甲斐智枝美（第34話）
- 河田博士 - 平野稔（第34話）
- 野口医院長 - 野村昇史（第34話）
- 吉沢 - 横尾三郎（第34話）
- 星野ヨウスケ - 藤田たけし（第35話）
- ヨウスケの父 - パンチョ加賀美（第35話）
- ヨウスケの母 - 門谷美佐（第35話）
- 正康 - 工藤秀和（第35話）
- 正康の姉 - 牛崎照美（第35話）
- ボーイ - 木村栄（第35話）
- 井上加平 - 武内文平（第37話）
- 井上マサル - 才用裕二（第37話）
- 誠の友達 - 金在勝利（第37話）
- OL - 高橋美紀（第37話）
- 飼育係 - 名川貞郎（第38話）
- オサム - 柴田一幸（第39話）
- オサムの母 - 花悠子（第39話）
- マダラマン人間態 - 辻井啓嗣（第39話）
- 大泉博士 - 内山森彦（第40話）
- 未来科学研究所の医師 - 相原巨典（第40話）
- 高山忠男 - 中丸信（第41話）
- 高山の妻 - 沢井孝子（第41話）
- 記者 - 市川勉（第41話）
- リポーター - 西尾徳（第41話）
- 暴走族 - 喜多川務（第41話）
- さやか - 仁和令子（第42話）
- 運転手 - 村上幹夫（第42話）
- 野熊鹿三 - 相馬剛三（第43話）
- 八百屋の客 - 田口和政（第44話）
- 女性 - 志村忍（第45話）
- 女の子 - 田中理恵子、三瓶美樹（第45話）
- 遠山 - 東山茂幸（第46話）
- 天体物理学の専門家 - 入江正徳（第46話）
- 釣人 - 高杉哲平（第46話）
- マサト - 秋永和彦（第47話）[87]
- 作業員 - 渡部猛、夷正信（第49話）

### スーツアクター
竹田道弘は『宇宙刑事シャリバン』への移動、伊藤勝功は負傷を理由にそれぞれ途中交替している。次々作『超電子バイオマン』でブルースリーを演じる大須賀昭人は本作品が撮影現場デビューだが、面付け担当が本職でスーツに入るのはその合間の仕事だった。
- ゴーグルレッド[2][99] - 新堀和男
- ゴーグルブラック[2][99] - 春田純一
- ゴーグルブラック[99] - 喜多川務
- ゴーグルブルー[出典 60] - 柴原孝典[注釈 41]
- ゴーグルブルー（第29・30話）[96] - 東山茂幸
- ゴーグルイエロー[2][99] - 伊藤勝功
- ゴーグルイエロー（終盤）[96] - 卯木浩二
- ゴーグルピンク（30話まで[注釈 42]）[出典 61] - 竹田道弘
- ゴーグルピンク[2][103] - 志村忍[注釈 43]
- ゴーグルロボ[99][104] - 日下秀昭
- モズー - 辻井啓嗣[注釈 44]
- 悪の総統タブー[106]、マダラマン[106]、他[106] - ショッカーO野
- マダラマン - 大須賀昭人[98]、石垣広文[107][108]
- その他 - 的場耕二[109]、蜂須賀昭二[109]

## スタッフ
前作までの主要スタッフのうちプロデューサーの吉川進、それに上原正三や高久進といった脚本家が、本作品とほぼ同時期に立ち上げられた『宇宙刑事ギャバン』に移動。これに伴い本作品では曽田博久がメインライターに就任しており、これ以降『地球戦隊ファイブマン』までの長きに渡り、プロデューサーの鈴木武幸と共に二人三脚でスーパー戦隊シリーズに深く携わることになる。
演出陣では『サンバルカン』より引き続き参加の東条昭平がメイン監督を務め、パイロット作品、劇場版、地方ロケ編などの主要なストーリーを担当した。また『バトルフィーバー』から撮影技師を務めていたいのくままさおが、本作品の中盤より本格的にスーパー戦隊シリーズへと参加している。
企画には『仮面ライダースーパー1』を担当していた阿部征司が参加。本作品で志向した明るい作風は、後に阿部が手がけた『星雲仮面マシンマン』にも継承された。
- 企画 - 碓氷夕焼（テレビ朝日）、吉川進[注釈 45]、阿部征司（東映）
- 原作 - 八手三郎
- 連載 - テレビマガジン、てれびくん、テレビランド、冒険王
- 脚本 - 曽田博久、筒井ともみ、松本功、酒井あきよし、鷺山京子、由起圭
- 音楽 - 渡辺宙明
- アクション監督 - 山岡淳二、横山稔（ジャパン・アクション・クラブ）
- 監督 - 東条昭平、服部和史、辻理、山田稔、小西通雄
- 撮影 - 石橋英敏、いのくままさお
- 照明 - 斉藤久、石垣敏雄、吉岡伝吉
- 美術 - 森田ふみよし
- キャラクターデザイン - 久保宗雄、赤坂徹朗、渡部昌彦
- 録音 - 上出栄二郎
- 効果 - 大泉音映
- 選曲 - 石川孝
- 編集 - 成島一城
- 制作担当 - 佐々木丸正、山本康郎
- 進行主任 - 塚本幸雄、奈良場稔、小原武羅夫
- 計測 - 黒須健雄、小泉貴一
- 記録 - 石川和枝、新藤京子
- 助監督 - 加島忠義、北本弘、南晃行、小中肇、樋口徹
- 制作デスク - 須田啓一
- 装置 - 東映美術センター
- 操演 - 船越幹雄
- 美粧 - サン・メイク
- 衣裳 - 鷹志衣裳
- 装飾 - 装美社
- 企画協力 - 企画者104
- キャラクター制作 - レインボー造型企画
- 視覚効果 - デン・フィルム・エフェクト
- 合成 - チャンネル16
- 音楽制作 - あんだんて
- 撮影協力 - 後楽園スタヂアム
- 現像 - 東映化学
- 車輌製作 - マエダオートクラブ、十和モータース
- オートバイ協力 - 鈴木自動車工業
- 車輌協力 - トヨタ自動車（21話まで）、東洋工業KK（24話以降）
- （株）特撮研究所
  - 操演 - 鈴木昶
  - 美術 - 大澤哲三
  - 撮影 - 高橋政千
  - 照明 - 須崎文夫
- 技斗 - 斎藤一之
- 特撮監督 - 矢島信男
- プロデューサー - 加藤守啓（テレビ朝日）、鈴木武幸（東映）
- 制作 - テレビ朝日、東映、東映エージエンシー

## 音楽
本放送当時発売されたのはシングルレコードと「ヒット曲集」のみであり、劇伴のサウンドトラックは番組終了後の1996年に、CD『大戦隊ゴーグルファイブ MUSIC COLLECTION』として初めて音盤化された。
主題歌
オープニングテーマ「大戦隊ゴーグルV」
作詞：小池一夫 / 作曲・編曲：渡辺宙明 / 歌：MoJo、こおろぎ'73、ザ・チャープス
シンセサイザーによるSE風の音を挿入するなど、1970年代後半から1980年代前半にかけての新たな音楽性を取り入れている。また、こおろぎ'73とザ・チャープスという二つのグループを起用した厚みのあるコーラスをつけている。テレビサイズ版のみ、コーラス陣によるタイトルコールがイントロに被せられている。
毎回のオープニングのみならず、全話の戦闘シーンでも挿入歌として使用された。
本曲には「大戦隊ゴーグルV〜オルターネートヴァージョン〜」と題されたNG版が存在する。完成版との違いはイントロのシンセアレンジと、イントロと間奏にもコーラスが挿入されること。渡辺宙明は、コーラスにインパクトがなくむしろ邪魔になっているので使わなかったのではないかと語っている。主題歌としてはNGとなったが、挿入歌として劇中で使用されている。また、現存する歌入りの音源はイントロが完成版に差し替えられているため、1996年発売の『大戦隊ゴーグルファイブ コンプリート・ソング・コレクション』に収録される際、イントロをインストゥルメンタル版のもの（音自体は歌入り版と同一）に再度差し替え、欠損していたイントロのコーラスは間奏のコーラスを代用して本来の形が復元された。
この他、藤井健（ブレッスンフォー名義）、宮内良、橋本俊一、鈴木康夫、福沢良一によるカバーバージョンが存在する（それぞれ、キングレコード、ビクター音楽産業、ポニー・キャニオン、アポロン音楽工業、CBSソニーの混載盤などに収録）。
エンディングテーマ「ストップ・ザ・バトル」
作詞：小池一夫 / 作曲・編曲：渡辺宙明 / 歌：MoJo、こおろぎ'73、ザ・チャープス
インストゥルメンタル版が、5人そろっての名乗りのシーンに毎回のように使用されている。

挿入歌
「ゴーグルVアクション！」
作詞：保富康午 / 作曲・編曲：渡辺宙明 / 歌：日高美子、こおろぎ'73、ザ・チャープス
12・17・25・31・35・38・44・45話ではインストゥルメンタル版が使用された。
「熱風シャドウ」
作詞：さがらよしあき / 作曲：渡辺宙明 / 編曲：久石譲 / 歌：MoJo、須貝吏延、こおろぎ'73
13・16話ではインストゥルメンタル版が使用された。
「フラッシュ！ゴーグルV」(10・12・14・16・18・20・30・44・45話)
作詞：曽田博久 / 作曲：渡辺宙明 / 編曲：久石譲 / 歌：MoJo
10話ではカラオケ版、14話ではインストゥルメンタル版と併用され、13・17・21・23・25 - 27・29・31 - 34・36・40話ではインストゥルメンタル版のみ、28話では前奏、間奏部のみがそれぞれ使用された。
「ゴーグルVのマーチ 〜We are Goggle V〜」
作詞：さがらよしあき / 作曲・編曲：渡辺宙明 / 歌：MoJo、須貝吏延、こおろぎ'73
24話ではインストゥルメンタル版が使用された。
「エレクトリック・マジックコンボイ」
作詞：さがらよしあき / 作曲：渡辺宙明 / 編曲：久石譲 / 歌：新倉よしみ、コロムビアゆりかご会
「ダンシングゴーグルV」(11話)
作詞：保富康午 / 作曲・編曲：風戸慎介 / 歌：MoJo
12・18・23・26・29・30・32・43話ではインストゥルメンタル版が使用された。
「出撃! ゴーグルロボ」(10 - 15・17 - 47話)
作詞：八手三郎 / 作曲・編曲：渡辺宙明 / 歌：MoJo、こおろぎ'73
18 - 20・23・26・28 - 32・35 - 37・39 - 41・43 - 45・47話ではインストゥルメンタル版と併用された。
「燃える男ゴーグルレッド」(15・16話)
作詞：保富康午 / 作曲・編曲：風戸慎介 / 歌：MoJo
15・16話ではインストゥルメンタル版と併用。17・19・36・42・44・50話ではインストゥルメンタル版のみ、34話では前奏部のみが使用された。
「花咲くゴーグルピンク」(11話)
作詞：保富康午 / 作曲：渡辺宙明 / 編曲：いちひさし / 歌：日高美子
22・39話ではインストゥルメンタル版のみが使用された。
放送終了後の1983年10月に発売された企画LP『スーパーギャルズメモリー』には、桃園ミキ役の大川めぐみが歌ったアコースティックバージョンが収録されている。

## 放送日程
| 放送日         | 話数 | サブタイトル     | 登場怪人、他 | 登場コング                      | 脚本         | アクション監督  | 監督     |
| -------------- | ---- | ---------------- | --- | ------------------------------- | ------------ | --------------- | -------- |
| 1982年02月06日 | 1    | 暗黒科学の来襲   | - カイモズー（声 - 丸山詠二）                                                                                         | - ファンコング                  | 曽田博久     | 山岡淳二        | 東条昭平 |
| 2月13日        | 2    | 起て！未来の戦士 | - トリモズー（声 - 西尾徳/人間態・魔術師 - 戸田真太郎）                                                               | - ヒカリコング - ゴリラコング   | 曽田博久     | 山岡淳二        | 東条昭平 |
| 2月20日        | 3    | デストピアを撃て | - タコモズー（声 - 渡部猛）                                                                                           | - ゴリラコング - マンモスコング | 曽田博久     | 山岡淳二        | 東条昭平 |
| 2月27日        | 4    | ムクムク暗黒地雷 | - クモモズー（声 - 丸山詠二）                                                                                         | - マンモスコング                | 曽田博久     | 山岡淳二        | 服部和史 |
| 3月06日        | 5    | 悪魔がひそむ昔話 | - カマキリモズー（声 - 西尾徳）                                                                                       | - カマキリコング                | 曽田博久     | 山岡淳二        | 服部和史 |
| 3月13日        | 6    | 悪役レスラーの愛 | - ヤモリモズー（声 - 渡部猛）                                                                                         | - ヤモリコング                  | 曽田博久     | 山岡淳二        | 辻理     |
| 3月20日        | 7    | 幽霊になったパパ | - ネコモズー（声 - 西尾徳） - 幽霊人間                                                                                | - ネココング                    | 曽田博久     | 山岡淳二        | 辻理     |
| 3月27日        | 8    | 狙われた美人博士 | - ドクガモズー（声 - 西尾徳）                                                                                         | - ドクガコング                  | 筒井ともみ   | 山岡淳二        | 山田稔   |
| 4月03日        | 9    | 地獄のキノコ村   | - バクモズー（声 - 渡部猛） - バクダケ                                                                                | - バクコング                    | 曽田博久     | 山岡淳二        | 山田稔   |
| 4月10日        | 10   | 珍種ポマトの秘密 | - ネズミモズー（声 - 広森信吾） - 人食いヅタ                                                                          | - ネズミコング                  | 曽田博久     | 山岡淳二        | 服部和史 |
| 4月17日        | 11   | 恐怖のマグマ作戦 | - シシモズー（声 - 渡部猛）                                                                                           | - シシコング                    | 筒井ともみ   | 山岡淳二        | 服部和史 |
| 4月24日        | 12   | 嘘から出た砂地獄 | - アリジゴクモズー（声 - 渡部猛）                                                                                     | - アリジゴクコング              | 松本功       | 山岡淳二        | 東条昭平 |
| 5月01日        | 13   | 大暴れ地底ナマズ | - ナマズモズー（声 - 広森信吾）                                                                                       | - ナマズコング                  | 曽田博久     | 山岡淳二        | 東条昭平 |
| 5月08日        | 14   | 大変だ！地球沈没 | - アンコウモズー（声 - 西尾徳）                                                                                       | - アンコウコング                | 曽田博久     | 山岡淳二        | 山田稔   |
| 5月15日        | 15   | 甦る悪魔の大元帥 | - ハチモズー（声 - 岸野一彦）                                                                                         | - ハチコング                    | 曽田博久     | 山岡淳二        | 山田稔   |
| 5月22日        | 16   | レッド！危機一髪 | - ヒトデモズー（声 - 渡部猛）                                                                                         | -                               | 曽田博久     | 山岡淳二        | 服部和史 |
| 5月29日        | 17   | カッパ少年の涙   | - カッパモズー（声 - 丸山詠二） - カッパ人間                                                                          | - カッパコング                  | 筒井ともみ   | 山岡淳二        | 服部和史 |
| 6月05日        | 18   | 大人が消える日   | - サルモズー（声 - 渡部猛）                                                                                           | - サルコング                    | 酒井あきよし | 山岡淳二        | 東条昭平 |
| 6月12日        | 19   | お化け屋敷の秘密 | - コウモリモズー（声 - 広森信吾）                                                                                     | - コウモリコング                | 松本功       | 山岡淳二        | 東条昭平 |
| 6月19日        | 20   | 死の花毒サボテン | - サボテンモズー（声 - 渡部猛） - サボテン人間 - 毒サボテン                                                           | - サボテンコング                | 鷺山京子     | 山岡淳二        | 山田稔   |
| 6月26日        | 21   | 恐怖!魚が化石に  | - シーラカンスモズー（声 - 西尾徳）                                                                                   | - シーラカンスコング            | 曽田博久     | 山岡淳二        | 山田稔   |
| 7月03日        | 22   | 呪い人形の攻撃！ | - クジャクモズー（声 - 西尾徳） - 呪い人形                                                                            | - クジャクコング                | 曽田博久     | 山岡淳二        | 服部和史 |
| 7月10日        | 23   | シャボン玉大作戦 | - カニモズー（声 - 渡部猛）                                                                                           | - カニコング                    | 酒井あきよし | 山岡淳二        | 服部和史 |
| 7月17日        | 24   | 見えない敵を倒せ | - カメレオンモズー（声 - 西尾徳）                                                                                     | - カメレオンコング              | 松本功       | 山岡淳二        | 東条昭平 |
| 7月31日        | 25   | 恐竜は悪魔の使者 | - テラノモズー（声 - 清川元夢） - テラノドン                                                                          | - テラノコング                  | 松本功       | 山岡淳二        | 東条昭平 |
| 8月07日        | 26   | ブラック！大逆転 | - イノシシモズー（声 - 渡部猛）                                                                                       | - イノシシコング                | 曽田博久     | 山岡淳二        | 山田稔   |
| 8月14日        | 27   | 人間ジャングル！ | - スイカモズー（声 - 西尾徳） - 植物人間                                                                              | - スイカコング                  | 酒井あきよし | 山岡淳二        | 山田稔   |
| 8月21日        | 28   | 甦った亡霊モズー | - サメモズー（声 - 丸山詠二） - 亡霊モズ－軍団                                                                        | - サメコング                    | 曽田博久     | 山岡淳二        | 小西通雄 |
| 8月28日        | 29   | 眠りの街の恐怖   | - ハエモズー（声 - 加地健太郎）                                                                                       | - ハエコング                    | 松本功       | 山岡淳二        | 東条昭平 |
| 9月04日        | 30   | 猪苗代の黄金魔剣 | - テングモズー（声 - 西尾徳）                                                                                         | - テングコング                  | 曽田博久     | 山岡淳二        | 東条昭平 |
| 9月11日        | 31   | ブルー！大突撃！ | - ガラガラヘビモズー（声 - 西尾徳）                                                                                   | - ガラガラコング                | 鷺山京子     | 山岡淳二        | 小西通雄 |
| 9月18日        | 32   | ドキッ骨ぬき人間 | - ヤドカリモズー（声 - 丸山詠二） - 骨ぬき人間                                                                        | - ヤドカリコング                | 筒井ともみ   | 山岡淳二 横山稔 | 服部和史 |
| 9月25日        | 33   | シーザー大爆破?! | - トラモズー（声 - 西尾徳）                                                                                           | - トラコング                    | 鷺山京子     | 山岡淳二        | 服部和史 |
| 10月02日       | 34   | 出た！黄金必殺技 | - ワニモズー（声 - 西尾徳）                                                                                           | - ワニコング                    | 曽田博久     | 山岡淳二        | 山田稔   |
| 10月09日       | 35   | 鉄喰い人間の襲撃 | - ハイエナモズー（声 - 渡部猛） - 鉄喰い人間                                                                          | - ハイエナコング                | 曽田博久     | 山岡淳二        | 山田稔   |
| 10月16日       | 36   | 決闘！0・3秒！   | - ヤマアラシモズー（声 - 大宮悌二）                                                                                   | - ヤマアラシコング              | 曽田博久     | 山岡淳二        | 東条昭平 |
| 10月23日       | 37   | 謎の爆撃機を撃て | - ムササビモズー（声 - 丸山詠二）                                                                                     | - ムササビコング                | 松本功       | 山岡淳二        | 東条昭平 |
| 10月30日       | 38   | 友情のアタック！ | - サイモズー（声 - 西尾徳）                                                                                           | - サイコング                    | 曽田博久     | 山岡淳二        | 山田稔   |
| 11月06日       | 39   | 悪魔の人食い絵本 | - ミミズクモズー（声 - 渡部猛） - 人喰い絵本                                                                          | - ミミズクコング                | 鷺山京子     | 山岡淳二        | 山田稔   |
| 11月13日       | 40   | 秘密基地が危ない | - セイウチモズー（声 - 渡部猛）                                                                                       | - セイウチコング                | 曽田博久     | 山岡淳二        | 東条昭平 |
| 11月20日       | 41   | 変身パパの大冒険 | - カイコモズー（声 - 西尾徳） - 変身パパ                                                                              | - カイココング                  | 曽田博久     | 山岡淳二        | 東条昭平 |
| 11月27日       | 42   | 暗殺！サソリの罠 | - サソリモズー（声 - 渡部猛） - サソリ人間                                                                            | - サソリコング                  | 酒井あきよし | 山岡淳二        | 服部和史 |
| 12月04日       | 43   | 死闘！小判争奪戦 | - ミミズモズー（声 - 丸山詠二）                                                                                       | - ミミズコング                  | 由起圭       | 山岡淳二        | 山田稔   |
| 12月11日       | 44   | あ！食べ物が砂に | - コンドルモズー（声 - 渡部猛）                                                                                       | - コンドルコング                | 鷺山京子     | 山岡淳二        | 山田稔   |
| 12月18日       | 45   | 二人のブラック！ | - タヌキモズー（声 - 西尾徳） - デスダークファイブ                                                                    | - タヌキコング                  | 松本功       | 山岡淳二        | 服部和史 |
| 12月25日       | 46   | 超エネルギー出現 | - スカンクモズー（声 - 渡部猛）                                                                                       | - スカンクコング                | 曽田博久     | 山岡淳二        | 東条昭平 |
| 1983年01月08日 | 47   | これが最終兵器だ | - ゾウガメモズー（声 - 西尾徳）                                                                                       | - ゾウガメコング                | 曽田博久     | 山岡淳二        | 東条昭平 |
| 1月15日        | 48   | 秘密基地最後の日 | - チーターモズー（声 - 渡部猛） - マズルカ                                                                            | - チーターコング                | 曽田博久     | 山岡淳二        | 山田稔   |
| 1月22日        | 49   | 将軍！最後の挑戦 | - クマモズー（声 - 西尾徳） - デスギラー将軍                                                                          | - クマコング                    | 曽田博久     | 山岡淳二        | 山田稔   |
| 1月29日        | 50   | 進め！輝く未来へ | - 総統タブー - 巨大タブー - デスマルク大元帥 - ベラ（人間態 - 渡辺いずみ） - ベス（人間態 - 渡辺ひろみ） - 鎧武者軍団 | -                               | 曽田博久     | 山岡淳二        | 山田稔   |

### 評価
当時の子供たちから強い支持を受け、シリーズ後半では視聴率が常時20パーセント以上を記録していたとされる。本作品の放映された1982年は玩具業界が戦後初のマイナス成長に終わった年であり、関連玩具は総体的には不振に終わったが、ゴーグルロボとゴーグルシーザーの売り上げは好調であり、本作品以降のシリーズ作品のマーチャンダイズにおいては、巨大メカの玩具がさらに重要視されるようになる。

## 他媒体展開

### 映像ソフト化
いずれも発売元は東映ビデオ。
- DVDは2006年9月21日から2007年1月21日にかけて、全5巻が発売された。テレビシリーズの初ソフト化であり、各巻2枚組で10話収録。
- 2021年4月14日発売の「スーパー戦隊一挙見Blu-ray 1982 - 1986」に計6話[注釈 50]が収録されている[114]。
- 劇場版は2003年7月21日発売のDVD-BOX「スーパー戦隊 THE MOVIE BOX」[115]と、2004年7月21日発売の「スーパー戦隊 THE MOVIE VOl.2」、「スーパー戦隊 THE MOVIE Blu-ray BOX 1976-1995」(2011年6月21日）発売に収録されている。

### 他テレビシリーズ
『高速戦隊ターボレンジャー』
第1話「10大戦隊集合 頼むぞ! ターボレンジャー」（特別編）で、ゴーグルファイブの5人が登場。
『未来戦隊タイムレンジャー』
第51話「スーパー戦隊大集合」（特別総集編）で、タイムレンジャー5人がタイムジェットで本作品の世界を見に来たという設定で、本作品の映像が流用されている。
『海賊戦隊ゴーカイジャー』
第1話などのレジェンド大戦を描いた箇所に、ゴーグルファイブの5人が登場するほか、ゴーカイジャーの二段変身としても登場。

### 劇場版
大戦隊ゴーグルファイブ
本作品の劇場版で、1982年3月13日公開。上映時間28分。東映まんがまつりの一編として上映された。当時の戦隊作品の劇場版では珍しく、テレビシリーズと同様にED曲と映像が流された（他の劇場公開用作品ではOPに集約されることの多いスタッフテロップも、テレビシリーズと同様にEDに流された）。
- 監督：東条昭平
- アクション監督 ：山岡淳二
- 脚本：曽田博久
- 登場怪人：モグラモズー（声：渡部猛）、モグラコング

ゴーカイジャー ゴセイジャー スーパー戦隊199ヒーロー大決戦
『ゴーカイジャー』と『天装戦隊ゴセイジャー』の映画作品。ゴーグルブラック/黒田およびゴーグルロボが登場。
海賊戦隊ゴーカイジャー THE MOVIE 空飛ぶ幽霊船
『ゴーカイジャー』の映画作品。マダラマンが登場。
仮面ライダー×スーパー戦隊 スーパーヒーロー大戦
スーパー戦隊シリーズと仮面ライダーシリーズのクロスオーバー作品。ゴーグルファイブの5人が登場。

### CS放送・ネット配信
CS放送
- 東映チャンネル
  - 2002年2月 - 7月
  - 2003年10月 - 12月
  - 2024年4月 - 9月
  - 2024年9月 - 2025年1月
  - 2025年1月 -

2回目の放送時のみ「アンコールアワー」枠、それ以外は「スーパー戦隊ワールド」枠にて放送。
ネット配信
- 東映特撮 YouTube Official
  - 2013年5月6日 - 10月27日
  - 2017年6月10日 - 11月25日
  - 2025年5月27日 -

### 漫画
- テレビランド（徳間書店） - 作画：細井雄二
- テレビマガジン（講談社）- 作画：津原義明
- てれびくん（小学館）- 作画：シュガー佐藤（3 - 5月号のみ掲載[116] 。）
- 冒険王（秋田書店）- 作画：大谷章

## 放送局
- 関東広域圏：テレビ朝日：土曜 18:00 - 18:30 ※制作局
- 北海道：北海道テレビ放送
- 青森県：青森放送
- 岩手県：岩手放送（現・IBC岩手放送）：水曜 17:00 - 17:30[117]
- 秋田県：秋田放送
- 山形県：山形放送：水曜 17:30 - 18:00[118]
- 宮城県：東日本放送：土曜 18:00 - 18:30[119]
- 福島県：福島放送：土曜 18:00 - 18:30[119]
- 新潟県：新潟放送：金曜 17:30 - 18:00[120]（1983年2月11日まで放送）[121]
- 山梨県：山梨放送
- 富山県：北日本放送：月曜 17:00 - 17:30[122]
- 石川県：北陸放送：水曜 17:30 - 18:00（1983年2月2日まで放送）[123]
- 福井県：福井テレビ：木曜 17:25 - 17:55（1983年2月10日まで放送）[124]
- 長野県：テレビ信州
- 静岡県：静岡けんみんテレビ（現・静岡朝日テレビ）
- 中京広域圏：名古屋放送（番組放送当時の局名。現・名古屋テレビ放送）
- 近畿広域圏：朝日放送（現・朝日放送テレビ）：金曜 17:30 - 18:00（6日遅れネット[注釈 51]）
- 鳥取県・島根県：日本海テレビ
- 岡山県・香川県：瀬戸内海放送
- 広島県：広島ホームテレビ
- 山口県：テレビ山口
- 徳島県：四国放送
- 香川県：瀬戸内海放送
- 愛媛県：愛媛放送（現・テレビ愛媛）
- 高知県：テレビ高知
- 福岡県：九州朝日放送
- 長崎県：長崎放送
- 熊本県：テレビ熊本
- 宮崎県：宮崎放送 ：木曜 17:25 - 17:55[125]
- 鹿児島県：鹿児島放送（1982年10月 - 1983年1月[注釈 52]）
- 沖縄県：琉球放送